# Glücksspiel

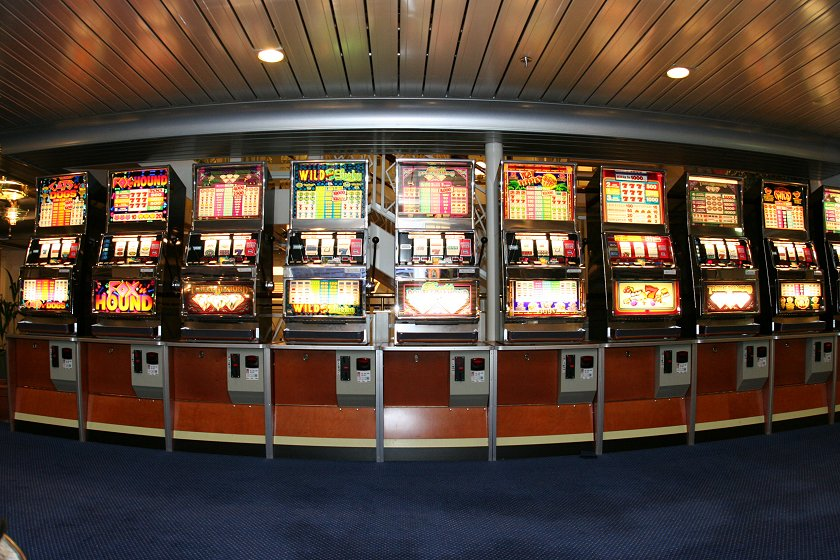
Spielautomaten auf der norwegischen Fähre Kronprins Harald

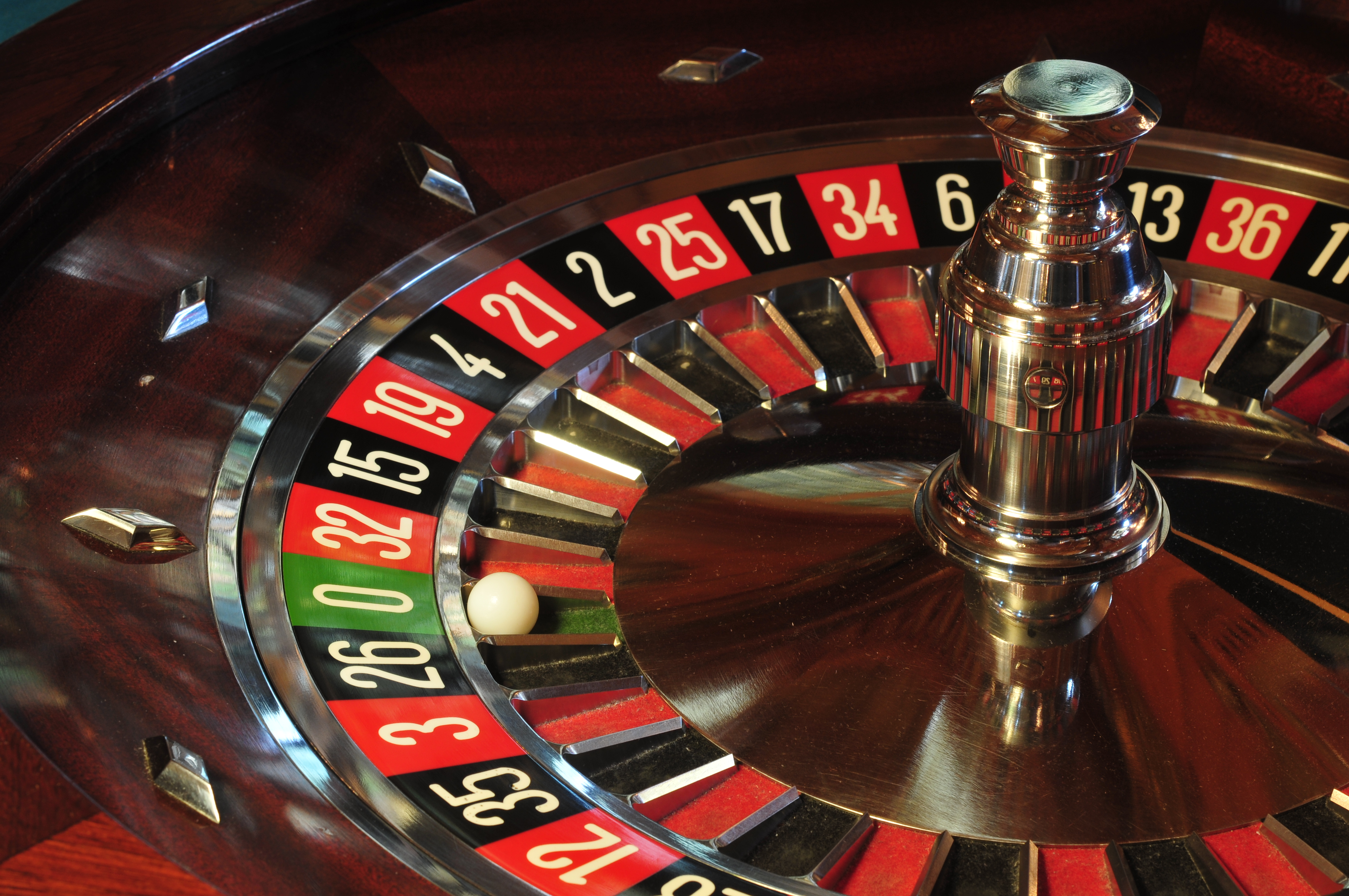
Roulette: Roulettekessel in einer Spielbank

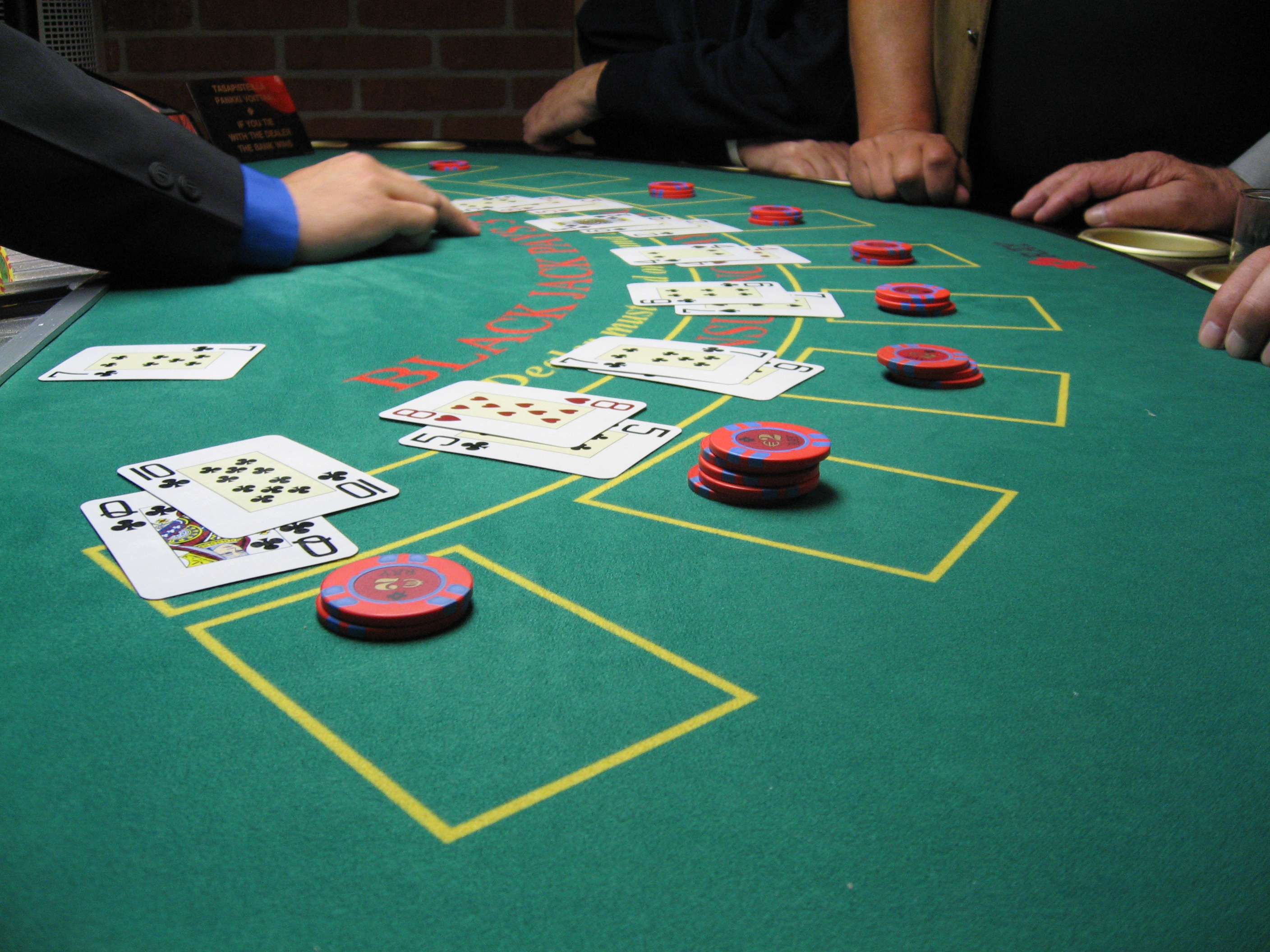
Black Jack: Typische Spielsituation auf einem Spieltisch

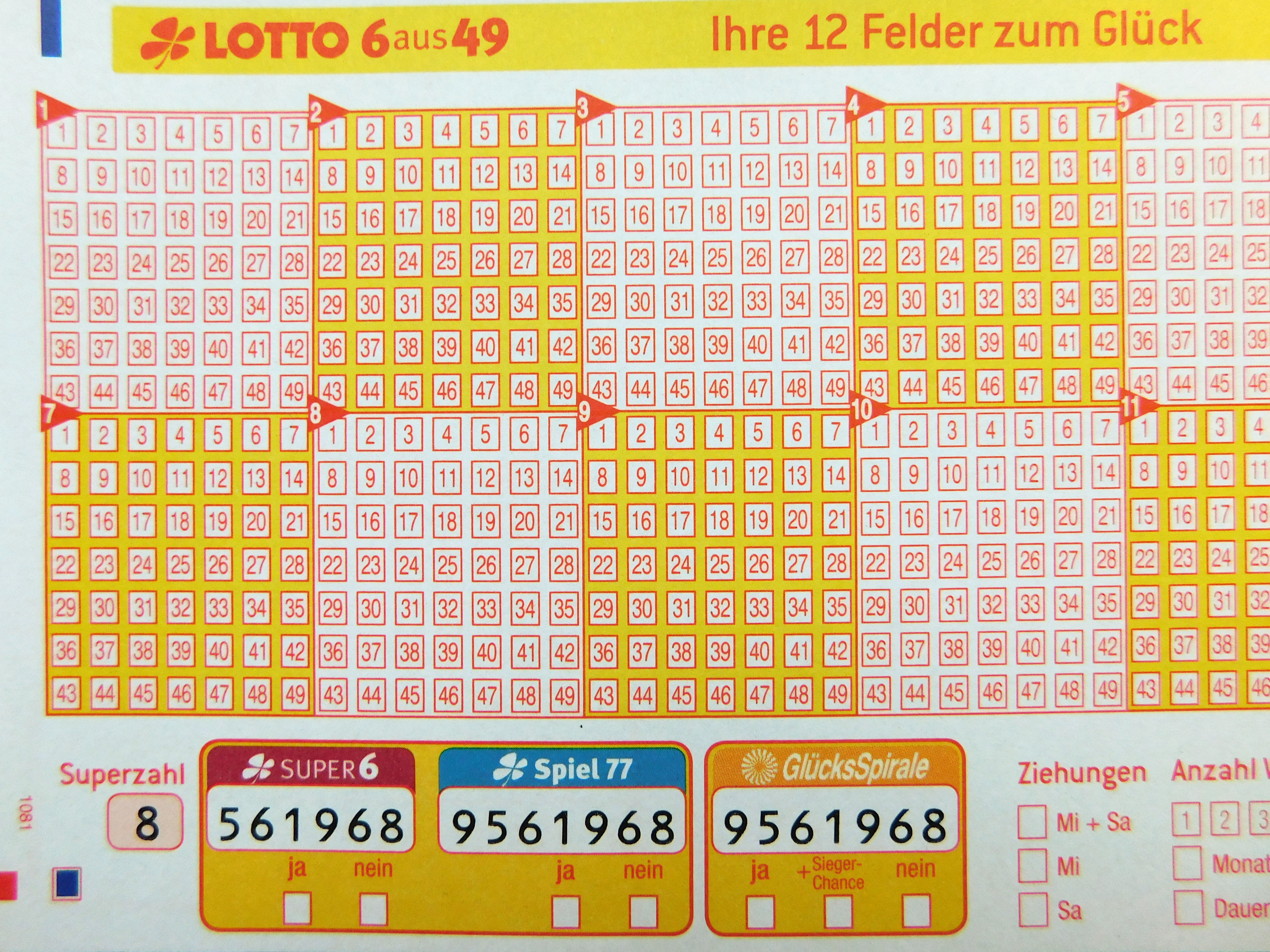
Lottoschein 6 aus 49 (Deutschland)

Glücksspiele (manchmal auch Hasardspiele, von französisch hasard bzw. nach traditioneller Rechtschreibung Hazardspiele, von englisch hazard ‚Zufall‘, abgeleitet von arabisch az-zahr‚ Spielwürfel‘ (Mehrzahl), siehe Hazard (Würfelspiel) genannt) sind Spiele, bei denen gegen Zahlung eines Einsatzes eine überwiegend oder ausschließlich vom Zufall abhängige Gewinnchance versprochen wird.

## Abgrenzung von Glücksspielen
Der Einfluss des Zufalls kann bei Spielen sehr unterschiedlich ausfallen. Bei den sogenannten reinen Glücksspielen, wie zum Beispiel Roulette, Craps oder Sic Bo, hängt das Ergebnis ausschließlich vom Zufall ab. Weniger eindeutig quantifizierbar ist der Einfluss des Zufalls in Spielen, in denen auch die Teilnehmer durch ihre Entscheidungen das Spielergebnis maßgeblich beeinflussen können wie bei Backgammon und Black Jack. In qualitativer Hinsicht gilt allerdings, dass der Einfluss des Zufalls gemäß dem Gesetz der großen Zahlen bei langen Partiesequenzen abnimmt.
Bei der rechtlichen Bewertung, ob ein Glücksspiel vorliegt, sind noch weitere Faktoren zu berücksichtigen, insbesondere den Wert von Einsatz und möglichen Gewinnen betreffend. Außerdem sind bei Turnierveranstaltungen wie zum Beispiel einem Pokerturnier die gesamten Turnierregeln inklusive des für die Endauswertung verwendeten Verfahrens maßgeblich, wie sie in rechtlicher Hinsicht im Spielvertrag bzw. mathematisch-formal in der spieltheoretischen Modellierung festgelegt sind. Bestandteil dieser Festlegungen sind auch Angaben über die Anzahl der Mitspieler und über den Umfang an Informationen, die einem Spieler zum Zeitpunkt einer Spielentscheidung zugänglich sind, zum Beispiel in Form ihm bekannter Karten in Kartenspielen.
Spiele, deren rechtliche Einstufung als Glücksspiel zur Debatte stand, waren allesamt Nullsummenspiele im Sinne der Spieltheorie (und nicht etwa zum Beispiel kooperative Spiele), d. h. die Summe der (positiven) Gewinne von Spielern ist betragsmäßig stets gleich der Summe der Verluste der anderen Spieler. Das schließt den Fall des Spiels eines einzelnen Spielers gegen einen Automaten oder gegen einen Bankhalter ein, der nach einem fest vorgegebenen Schema agiert (wie beim Black Jack). Dazu muss der Veranstalter als zweiter Spieler gewertet werden, der allerdings für seine Gewinne kein Geschick aufzuwenden hat, was die deutsche Rechtsprechung als Verringerung des relativen Geschicklichkeitseinflusses wertet.

### Spieltheoretische Abgrenzung von Glücksspielen

Klassifikation von Gesellschaftsspielen

Innerhalb der spieltheoretischen Klassifikation von Gesellschaftsspielen bilden die Glücksspiele eine von drei Klassen reiner Spiele, die aus spielerischer Sicht durch die Ursachen für die Unvorhersehbarkeit des Spielverlaufs charakterisiert sind und den folgenden Kriterien entsprechen:
- Sehen die Spielregeln Zufallsentscheidungen vor, beispielsweise mit Hilfe eines Würfels?
- Gibt es, anders als bei Schere, Stein, Papier, sequentielle Entscheidungen von Spielern im Rahmen von Zugfolgen, so dass für diese Zugfolgen eine vergleichsweise große Anzahl von Kombinationen möglich wird?
- Gibt es Spielsituationen imperfekter Information, in denen die Spieler wie zum Beispiel bei Kartenspielen wie Skat unterschiedliche Informationen über den bisherigen Spielverlauf besitzen?

Dabei sind reine Glücksspiele dadurch charakterisiert, dass die erste Frage zu bejahen und die beiden anderen Fragen zu verneinen sind. Zu bejahende Fragen erlauben darüber hinaus im direkten Vergleich von Spielen ungefähre, den Spielcharakter widerspiegelnde Quantifizierungen, beispielsweise dahingehend, dass bei Backgammon der Einfluss der Spieler durch eine höhere kombinatorische Vielfalt möglicher Zugfolgen größer ist als bei Mensch ärgere Dich nicht. In Folge ist der Zufallseinfluss bei Backgammon relativ niedriger als bei Mensch ärgere Dich nicht (siehe Abbildung).
Nicht durch die Klassifikation abgedeckt sind Faktoren der manuellen Geschicklichkeit oder Reaktionsschnelligkeit, die allerdings bei Gesellschaftsspielen – anders als beim sportlichen Spiel – eher die Ausnahme sind, zum Beispiel bei Mikado beziehungsweise Speed.

### Rechtliche Abgrenzung von Glücksspielen

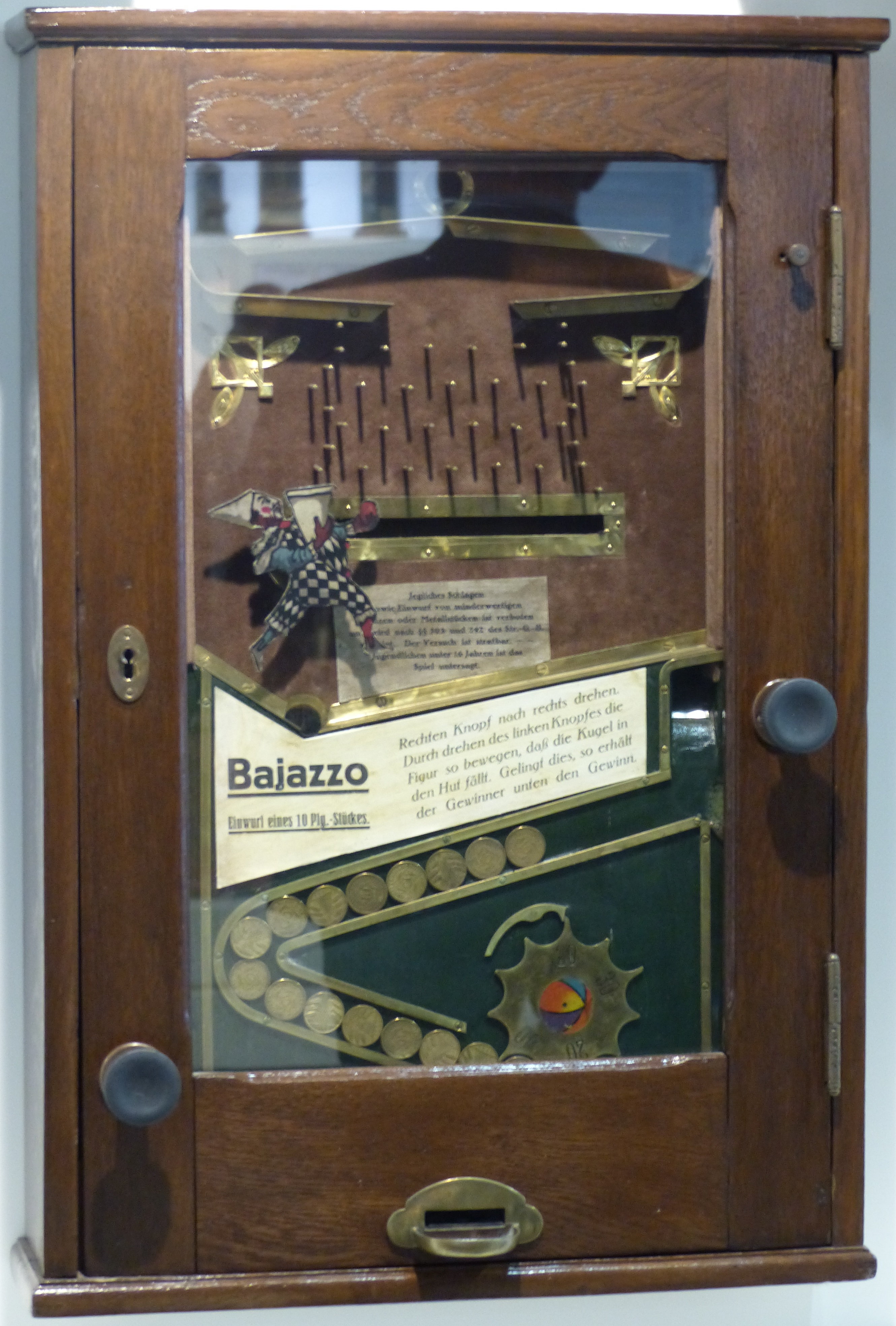
Das Urteil des Reichsgerichts von 1928 zum Fingerschlagautomat Bajazzo enthält die wesentlichen Grundsätze zur Bewertung von Geschicklichkeit.

Da Glücksspiele in den meisten Ländern rechtlichen Restriktionen unterworfen sind, ist die rechtliche Abgrenzung von Glücksspielen Gegenstand von diversen, von Land zu Land unterschiedlichen Rechtsnormen und Gerichtsurteilen. Als komplementär zu den Glücksspielen gelten Geschicklichkeitsspiele (engl. skill games), deren Entscheidung primär durch die geistige oder auch körperliche Geschicklichkeit der Mitspieler beeinflusst wird.
In Deutschland führt § 3 Abs. 1 Glücksspielstaatsvertrag (GlüStV) aus:
Ein Glücksspiel liegt vor, wenn im Rahmen eines Spiels für den Erwerb einer Gewinnchance ein Entgelt verlangt wird und die Entscheidung über den Gewinn ganz oder überwiegend vom Zufall abhängt. Die Entscheidung über den Gewinn hängt in jedem Fall vom Zufall ab, wenn dafür der ungewisse Eintritt oder Ausgang zukünftiger Ereignisse maßgeblich ist. Auch Wetten gegen Entgelt auf den Eintritt oder Ausgang eines zukünftigen Ereignisses sind Glücksspiele.
Analoge Begriffsbestimmungen enthalten auch § 1 des österreichischen Glücksspielgesetzes (GlSpG) sowie Art. 3 des schweizerischen Bundesgesetzes über Geldspiele (Geldspielgesetz, BGS), wobei in Österreich § 1 Abs. 2 GlSpG dahingehend ergänzt, dass „Roulette, Beobachtungsroulette, Poker, Black Jack, Two Aces, Bingo, Keno, Baccarat und Baccarat chemin de fer und deren Spielvarianten“ als Glücksspiele gelten.
Geschicklichkeitsspiele werden nach der ständigen Rechtsprechung in Deutschland dadurch charakterisiert, dass bei ihnen „die Entscheidung über Gewinn und Verlust wesentlich von den Fähigkeiten sowie vom Grad der Aufmerksamkeit der Spieler abhängt.“ Dabei muss „der Durchschnitt der Personen, denen das Spiel eröffnet ist, es mit hoher Wahrscheinlichkeit in der Hand“ haben, „durch Geschicklichkeit den Ausgang des Spiels zu bestimmen“. „Mathematische Kalkulationen und verwickelte Wahrscheinlichkeitsberechnungen“, soweit sie „die durchschnittliche Fähigkeit der beteiligten Personen“ übersteigen, sind „für die Beurteilung, ob ein Spiel den Charakter eines Glücksspiels besitzt“, nicht maßgebend. Davon unberührt bleibt allerdings „die Notwendigkeit, den Charakter des Spieles mit wissenschaftlichen Methoden zu bestimmen“. Bei der Bewertung der Geschicklichkeit eines Spielers sollen nicht „alle Teilnehmer unter Einsatz der ihnen zur Verfügung stehenden Geschicklichkeit um den Erfolg bemüht“ sein, sondern es muss, wie es für den Fall eines zu bewertenden Zweipersonenspiels entschieden wurde, „jeweils ein Teilnehmer den Zufall walten“ lassen. In diesem Sinne hatte bereits 1928 das Reichsgericht als Maß für die „Möglichkeit, den Ausgang durch Geschicklichkeit zu beeinflussen,“ die Steigerung des anteiligen Erfolgs gesehen, die ein durchschnittlich agierender Spieler in einer Spielsequenz gegenüber der „Zufallsquote“ erzielt, wie sie ein anstelle des Spielers zufällig wirkender Mechanismus hervorbringt.
Der Einsatz von anders begründeten Messverfahren für den Geschicklichkeitsanteil erfolgte in der Rechtsprechung zwar in Einzelfällen, ist aber ansonsten umstritten. In der Regel weniger restriktiv bewertet werden Turniere. So gelten in Deutschland bestimmte turniermäßig veranstaltete Spiele wie Skat (siehe Preisskat), Schafkopf (siehe Turnierschafkopf) und Bridge (siehe Turnierbridge) rechtlich nicht als Glücksspiel, sofern das Turnier genügend lang ist.
In Österreich wurde mit der Glücksspielgesetz-Novelle von 2008 mit § 4 Abs. 6 GlSpG eine ähnliche Bereichsausnahme für Kartenspielturniere geschaffen. Darüber hinaus wurden spezielle Spiele wie etwa Tarock, Schnapsen, Schach, Skat, Bridge und Billard bereits zuvor durch die Rechtsprechung als Geschicklichkeitsspiele eingestuft.
2021 bewerte das Finanzgericht Münster Gewinne aus der Teilnahme an Online-Poker-Turnieren unter bestimmten Umständen als Einkünfte aus einem Gewerbebetrieb, wobei es bei der anzustellenden Gesamtbetrachtung des Überwiegens der Glücks- und Geschicklichkeitselemente „auf das für strafrechtliche, zivilrechtliche oder verwaltungsrechtliche Zwecke entwickelte Verständnis des Glücksspielbegriffs“ nicht ankomme. Als maßgeblich sah es das Gericht an, dass der Poker-Spieler aufgrund des Umfangs seiner Teilnahme und „seiner Erfahrungen im Gesamtergebnis mit einem Spielerfolg und der Erzielung von regelmäßigen Einnahmen rechnen“ konnte.
Die Eidgenössische Spielbankenkommission gelangte 2007 zur Einschätzung, dass es sich bei einem Pokerturnier um ein Geschicklichkeitsspiel handeln kann, wenn statt einer „Bezahlung von Einsatz und Gewinn bei jeder Spielrunde“ nur die Gesamtheit aller Spielrunden des Turniers gewertet wird. Die Einschätzung wurde 2010 durch das Bundesgericht korrigiert. Mit der Anfang 2019 in Kraft getretenen Novelle des Geldspielgesetzes wurde unabhängig von einer Einstufung als Geschicklichkeitsspiel eine explizite Möglichkeit geschaffen, für Pokerturniere eine kantonale Genehmigung zu erhalten.
In den USA wurde die Frage, ob Backgammon ein Geschicklichkeitsspiel ist, von Gerichten unterschiedlich beantwortet. In Liechtenstein gilt Backgammon als Geschicklichkeitsspiel, wobei die zugrunde liegenden Rechtsnormen insgesamt einen vergleichsweise expliziten Charakter aufweisen.

## Glücksspiele mit bzw. ohne Bankhalter

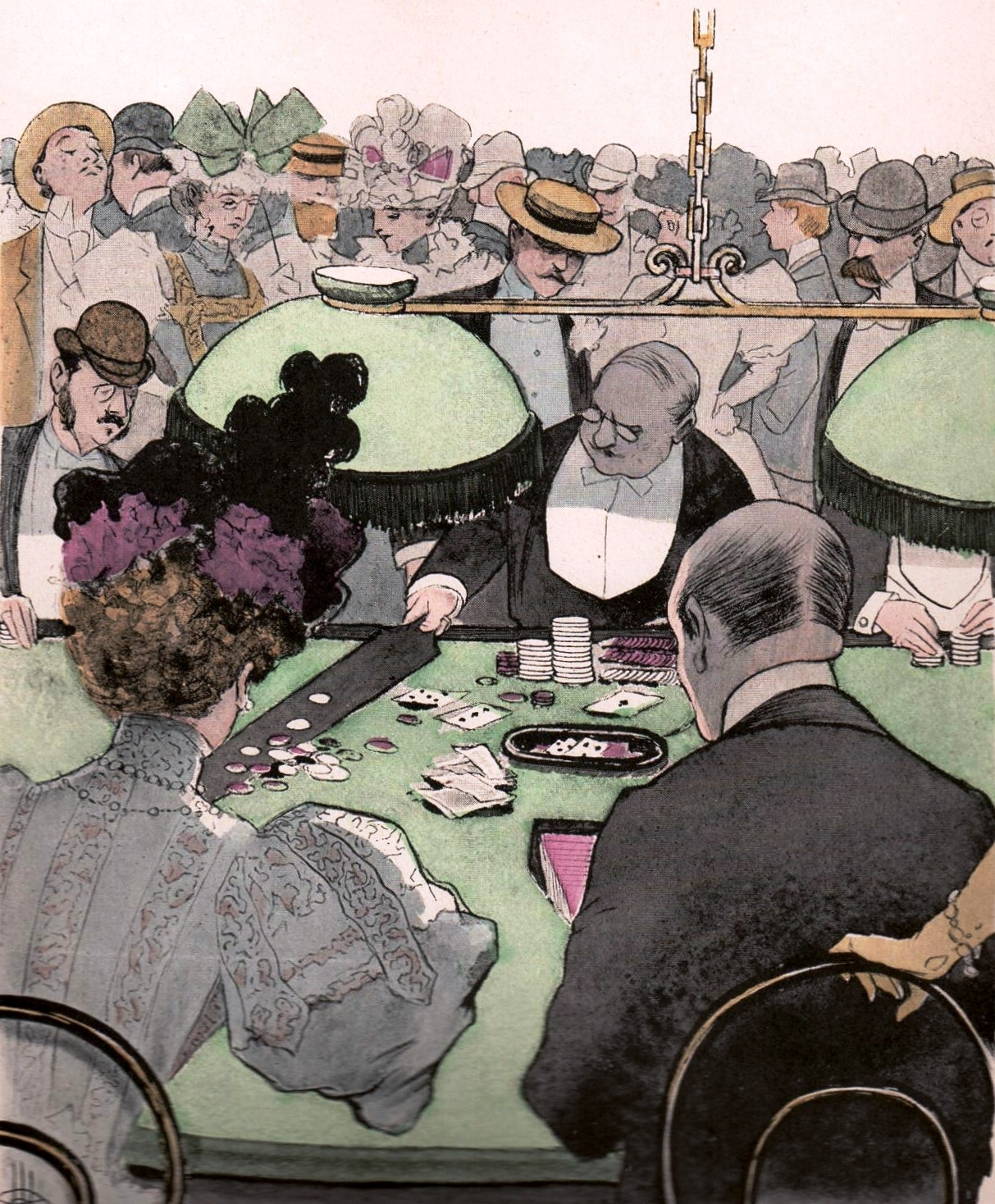
Baccara-Spieler, Zeichnung von Albert Guillaume um 1897

Bei den sogenannten Bankhalter-Spielen, engl. Banking games, französisch Jeux de contrepartie wie etwa Roulette, Craps, Sic Bo, Black Jack oder Baccara banque wird eine Partei durch die Spielregeln bevorzugt (vergleiche Bankvorteil), sodass die Gegenspieler, die sogenannten Pointeure (von französisch point, deutsch Punkt, siehe Pharo) auf lange Sicht, also bei häufigem Spiel, mit Sicherheit verlieren.
Im Unterschied zu den Bankhalterspielen besitzen bei den Non banking games, französisch Jeux de cercle alle Spieler – zumindest im Mittel – dieselben Gewinnchancen. Dies ist bei den meisten Poker-Varianten, wie etwa Draw Poker, Seven Card Stud, Texas Hold’em oder Omaha Hold’em der Fall, aber auch bei Écarté oder all den Spielen, bei denen kein permanenter Bankhalter existiert, sondern diese Rolle wechselt, wie bei Baccara chemin de fer.

## Geschichte, Glücksspielverbot und -monopolisierung

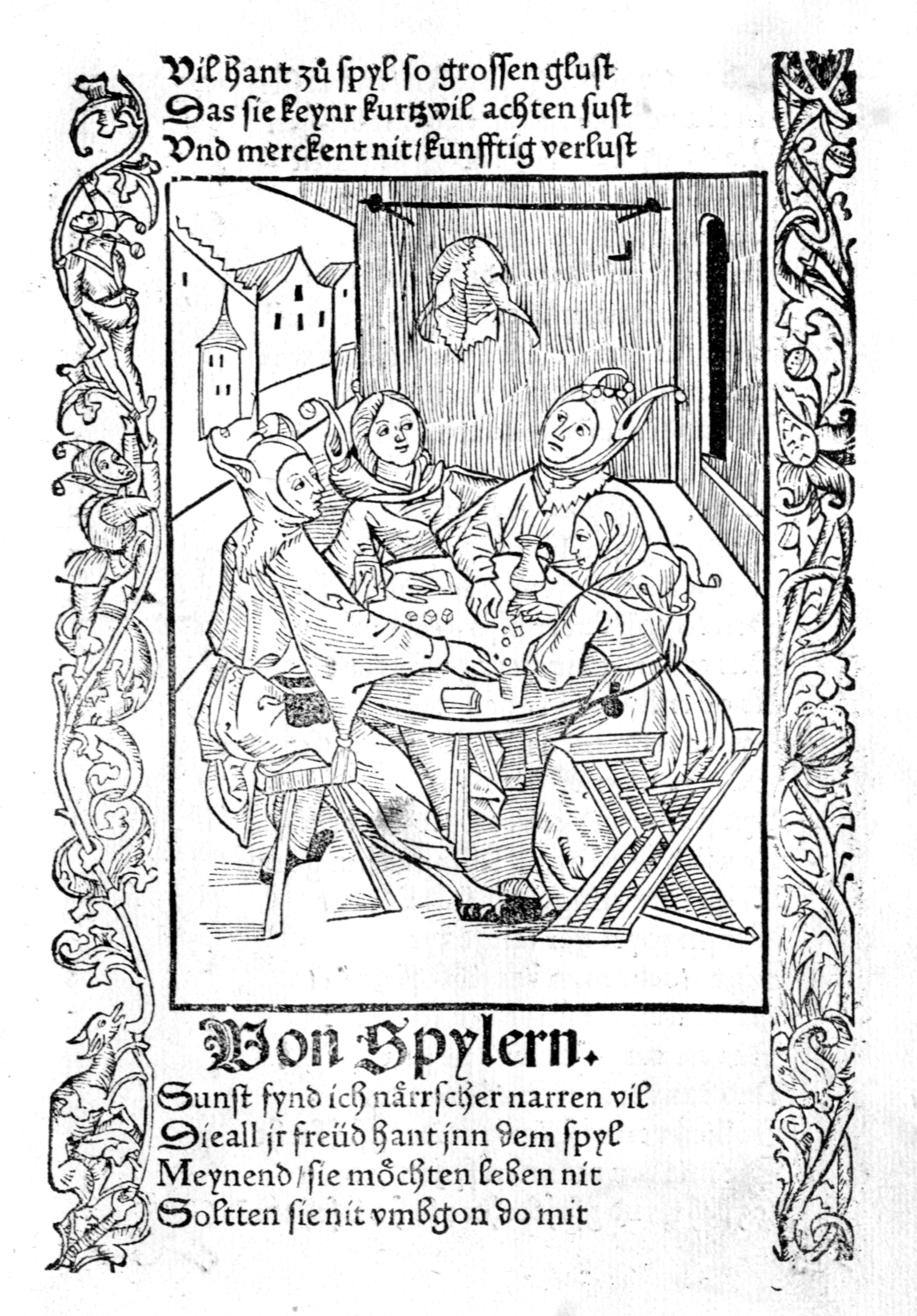
Spieler in Sebastian Brants Narrenschiff

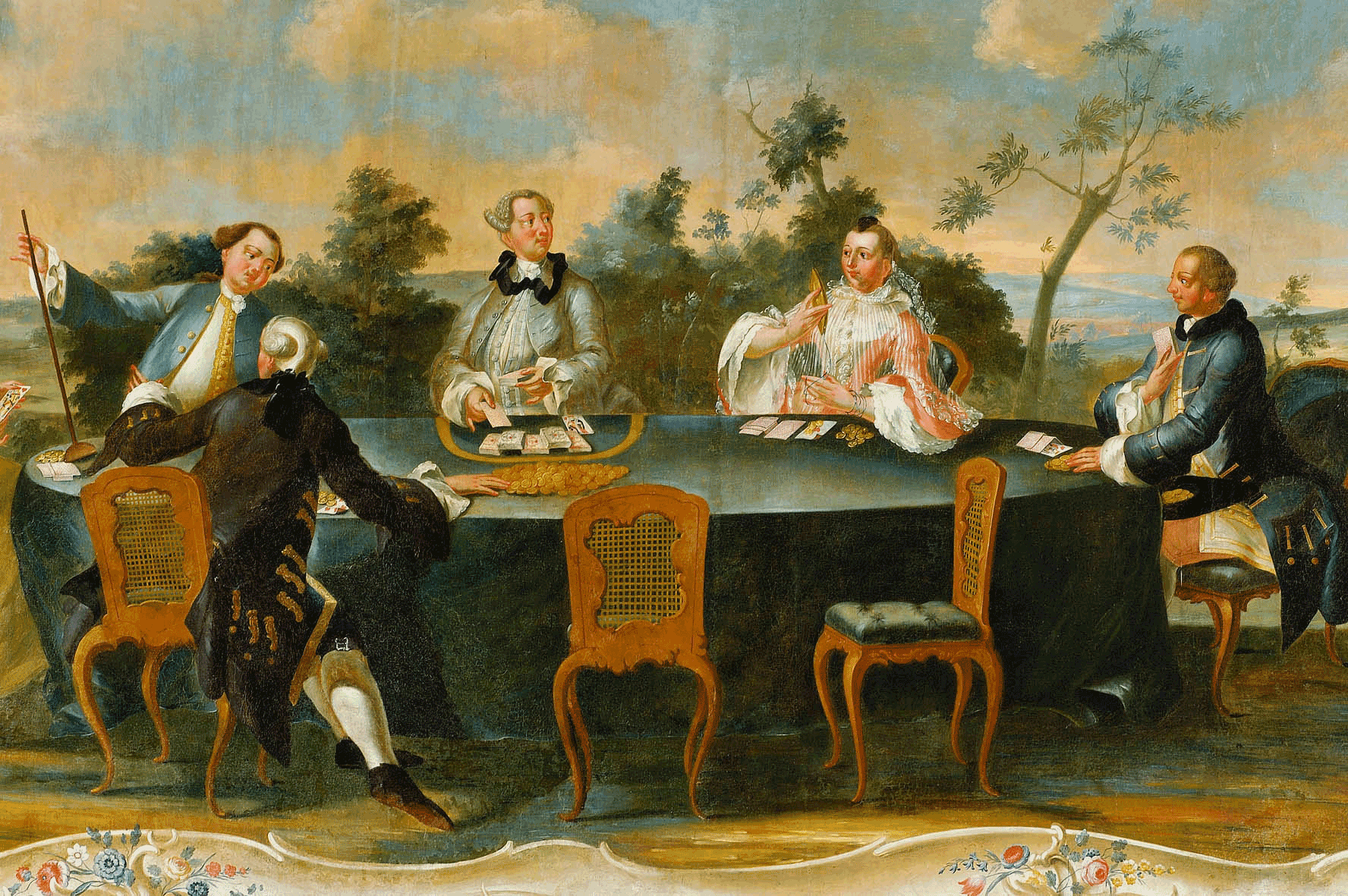
Eine Partie Pharo, Johann Baptist Raunacher (1729–1771), Schloss Eggenberg bei Graz

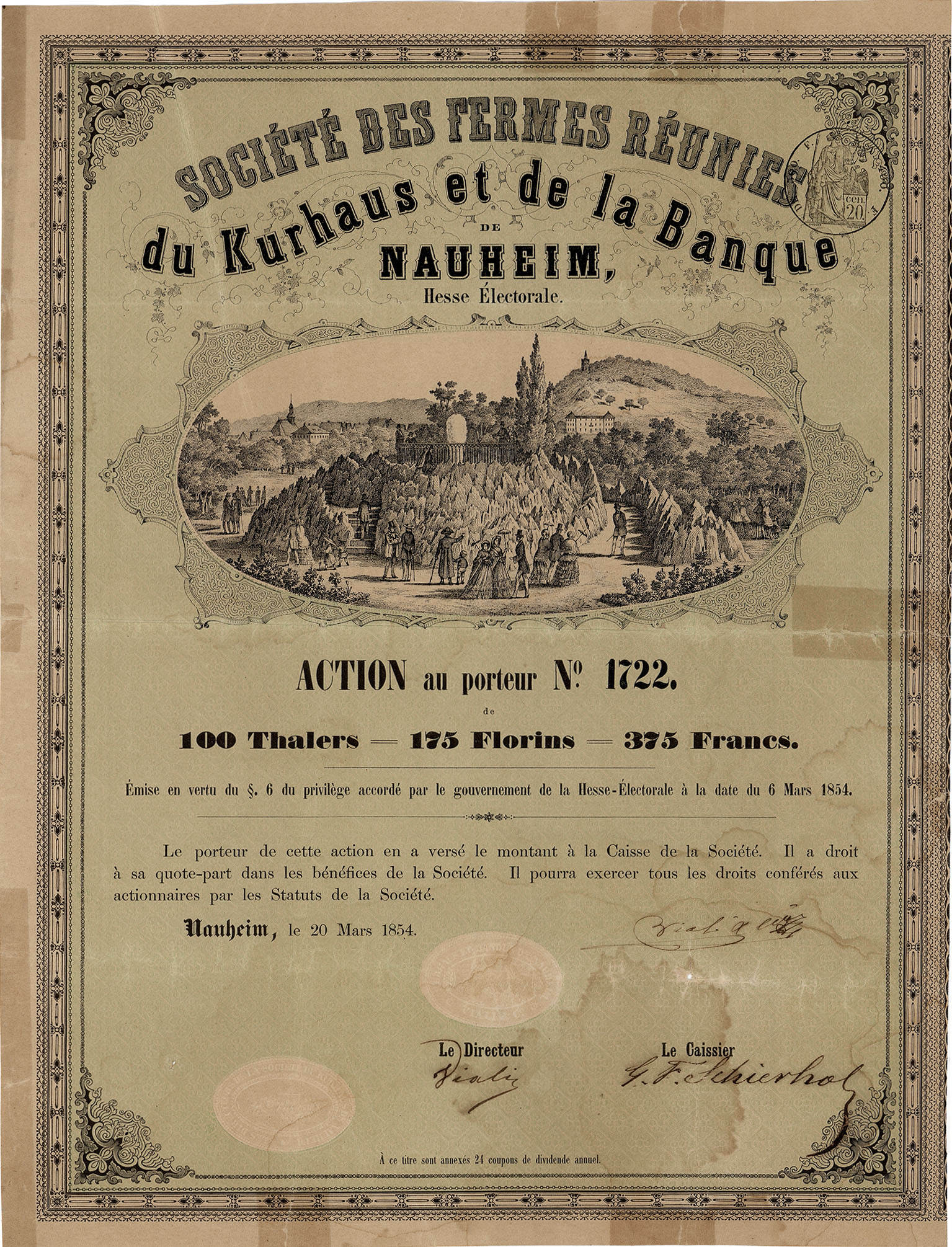
Aktie der Spielbank in Bad Nauheim von 1854

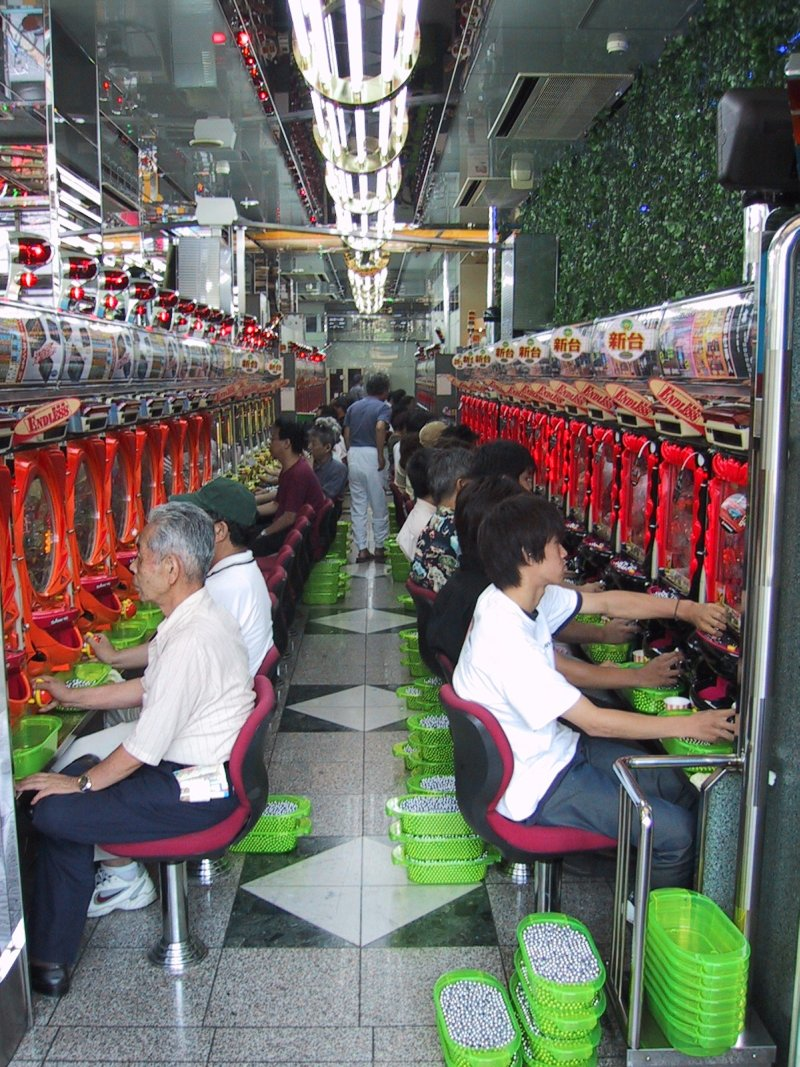
Glücksspielhalle für Pachinko in Japan

Glücksspiele gibt es nach heutigem Stand der Wissenschaft schon seit ca. 3000 v. Chr. Aus dieser Zeit stammen die ältesten Funde sechsseitiger Würfel aus Knochen oder Elfenbein. Die Fundstätten liegen in China und auf dem Gebiet des alten Mesopotamien. Würfelspiele werden zum Beispiel in antiken indischen Schriften erwähnt, in der griechischen Mythologie würfelt Herkules gegen einen Tempelwächter um eine hübsche Kurtisane. Die heute gebräuchlichen, mit Punkten auf jeder Seite versehenen Würfel wurden vermutlich ca. 2000 v. Chr. In Ägypten erfunden.
In der römischen Antike waren Würfelspiele in allen Schichten verbreitet, obwohl die Autoritäten sie mit Strafe bedrohten. Nur an den Saturnalien war das Würfeln offiziell erlaubt. Nach römischem Recht durften Spielschulden nicht eingeklagt werden, auch konnte das Verlorene vor Gericht nicht zurückgefordert werden. Das Haus, in welchem Glücksspieler angetroffen wurden, wurde konfisziert. Kaiser Claudius war ein begeisterter Freund des Spiels Duodecim scripta und verfasste über diesen Vorläufer des heutigen Backgammon sogar ein Buch, das verloren gegangen ist. Tacitus berichtet in der Germania über die Würfelleidenschaft der Germanen, dass sie in nüchternem Zustand mit äußerstem Leichtsinn um Haus und Hof, zuletzt gar um die eigene Freiheit spielten.
Nach altem deutschen Recht galten Glücksspielgeschäfte als unerlaubte Geschäfte und es konnte nicht nur der Verlust wieder zurückgefordert, sondern sogar vom Gewinner eingeklagt werden. Im Mittelalter versuchten sowohl geistliche als auch weltliche Autoritäten das Spiel zu verbieten. Derlei Verbote von Karten- und Würfelspielen erlauben Rückschlüsse auf die Verbreitung und die Entwicklung von Spielen. Aus dem 12. Jahrhundert stammt ein Erlass des englischen Königs Richard Löwenherz, dass niemand, der von geringerem Stand als ein Ritter war, um Geld würfeln durfte. Im 16. und 17. Jahrhundert setzte sich allmählich die Auffassung durch, dass das hohe und übermäßige Spiel – gemeint sind hohe und geborgte Spieleinsätze – mit Strafe zu bedrohen sei. Erstmals wurde zwischen verbotenen und erlaubten Spielen unterschieden, wobei sich diese Unterscheidung weniger auf die Art als auf die Höhe der Einsätze derselben bezog.
Die weite Verbreitung des Glücksspiels im 17. Jahrhundert gab Anlass zur wissenschaftlichen Untersuchung: Die Behandlung des Problems des Chevaliers de Méré durch Blaise Pascal und Pierre de Fermat (1654) gilt als Geburtsstunde der Wahrscheinlichkeitsrechnung, allerdings gab es schon von Galileo Galilei, Luca Pacioli und Gerolamo Cardano mathematische Arbeiten über bestimmte Glücksspiele.
In den verschiedenen europäischen Staaten entwickelten sich zu Beginn des 19. Jahrhunderts unterschiedliche Einstellungen zum Glücksspiel. Während in einigen Staaten diese Spiele erlaubt waren und auch zum Vorteil des Staates veranstaltet wurden, weil man öffentliches Glücksspiel für weniger verderblich hielt als das geheim betriebene, waren in anderen Staaten alle Hazardspiele verboten. In Frankreich, wo es im 18. und frühen 19. Jahrhundert in fast allen größeren Städten privilegierte Spielhäuser gab, versuchte bereits Ludwig XV. vergeblich das Glücksspiel zu verbieten. Napoleon Bonaparte erlaubte 1806 das Glücksspiel nur mehr in den Spielhäusern des Pariser Palais Royal, wo bis zur Schließung durch Louis-Philippe I. Ende 1837 neben Pharo und Rouge et noir bzw. Trente et quarante auch Roulette gespielt wurde.
Nach 1837 begann die große Zeit der Spielbanken von Baden-Baden, Bad Homburg und Wiesbaden, wo Fjodor Michailowitsch Dostojewski das Roulette kennenlernte und diesem Spiel verfiel – aus diesem Erlebnis entstand der Roman Der Spieler – sowie Bad Ems, Bad Nauheim und Bad Pyrmont. In Deutschland war Preußen bereits vor der Märzrevolution (1848) mit der Schließung der Spielbanken vorangegangen. In den 1866 annektierten Ländern wurde den dort auf Grund von Verträgen mit den von früheren Regierungen errichteten Spielbanken die Fortdauer bis zum Ende des Jahres 1872 gestattet. Sie hatten dabei allerdings einen bedeutenden Teil des Reingewinns zur Bildung eines Kur- und Verschönerungsfonds für die beteiligten Städte anzusammeln. Nach der Reichsgründung mussten mit Jahresende 1872 alle deutschen Spielbanken schließen – sie wurden erst 1933 unter den Nationalsozialisten wiedereröffnet.

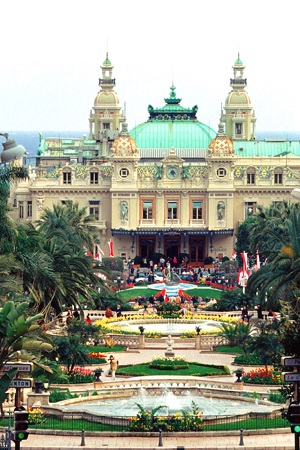
Spielbank Monte-Carlo, eines der berühmtesten europäischen Spielkasinos

Das Glücksspielverbot in Frankreich und Deutschland kam vor allem dem Fürstentum Monaco zugute. François Blanc nutzte diese Gelegenheit und führte die Spielbank Monte-Carlo zu ihrer Blütezeit. Auch wurde das Spielen in auswärtigen Lotterien verboten, so zum Beispiel in Preußen durch die Verordnung vom 5. Juli 1847. Für die Durchführung öffentlicher Lotterien und Tombolas musste zuvor eine Erlaubnis eingeholt werden. Erwähnenswert ist auch die Entscheidung des Reichsgerichts vom 29. April 1882, wonach das sogenannte Buchmachen bei Pferderennen und das Wetten am Totalisator als Glücksspiel zu betrachten sei. Im Jahre 1904 veröffentlichte das k.u.k. Justizministerium eine Liste verbotener Spiele, welche durch viele Jahrzehnte beispielgebend war – diese Liste ist insofern bemerkenswert, als sich darunter auch einige spezielle Kegelspiele finden.
Im juristischen Sinne erfordert ein Glücksspiel als Einsatz einen Vermögenswert. Ist kein derartiger Einsatz nötig, kann man also bei einem Spiel zwar Geld- oder Sachpreise gewinnen, aber nichts verlieren, so handelt es sich rechtlich um ein Gewinnspiel, zum Beispiel ein Preisausschreiben. Das Veranstalten von Glücksspielen bedarf gegenwärtig entsprechend § 33h Gewerbeordnung einer behördlichen Erlaubnis, wenn es sich um ein öffentliches Spiel handelt. Anderenfalls stellt dies einen Verstoß gegen § 284 StGB dar. Dies ist dann der Fall, wenn das Spiel einem sich verändernden Personenkreis angeboten wird. Bereits die Beteiligung als Spieler ist nach § 285 StGB strafbar, sofern das Glücksspiel ohne behördliche Erlaubnis erfolgt.
Seit Oktober 2006 ist das Glücksspiel in den USA im Internet verboten, indem Kreditinstituten die Unterhaltung eines Kapitalflusses an die Anbieter untersagt wurde.

## Arten von Glücksspielen (Auswahl)

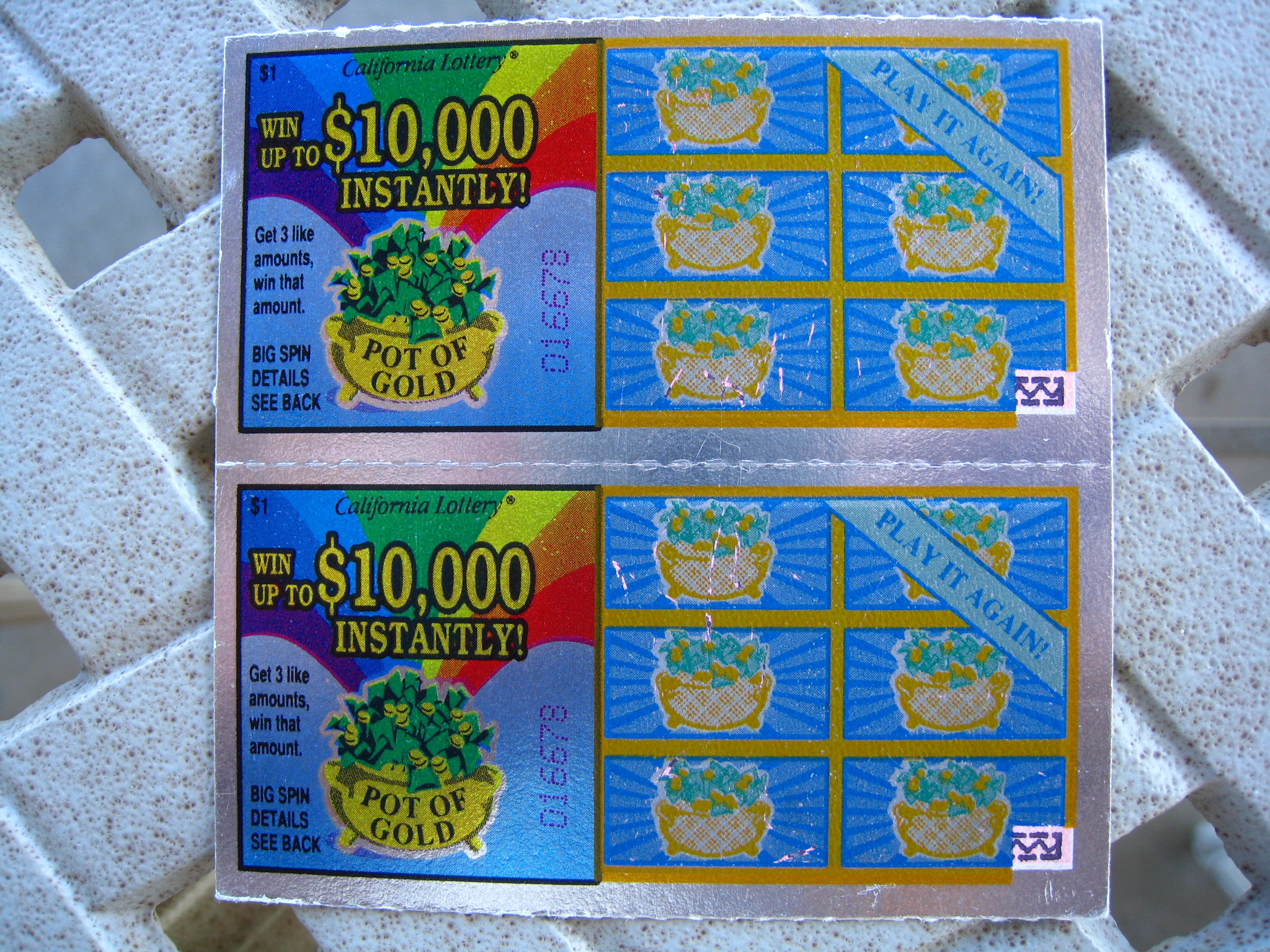
Rubbellos (USA)

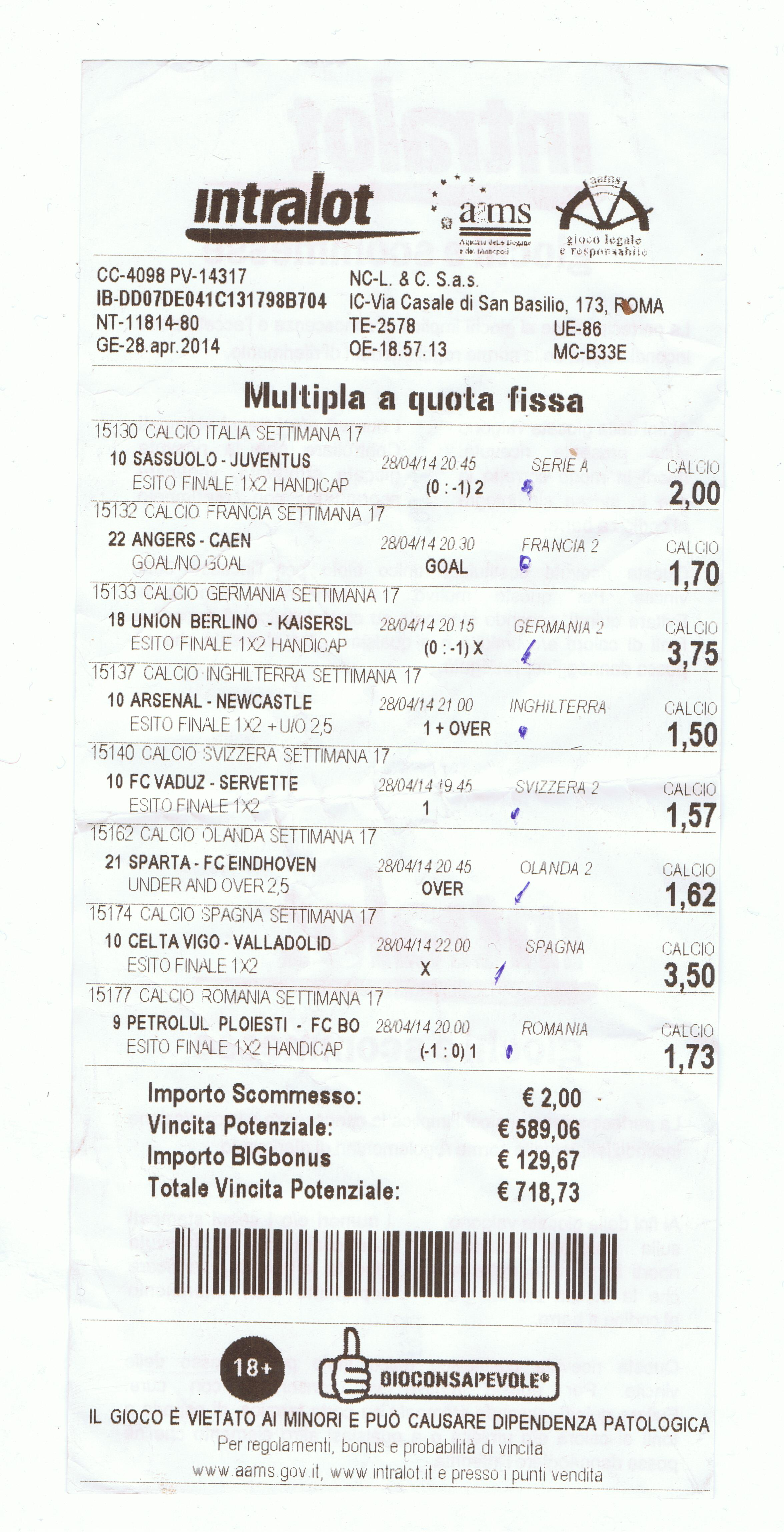
Sportwett-Ticket (Italien)

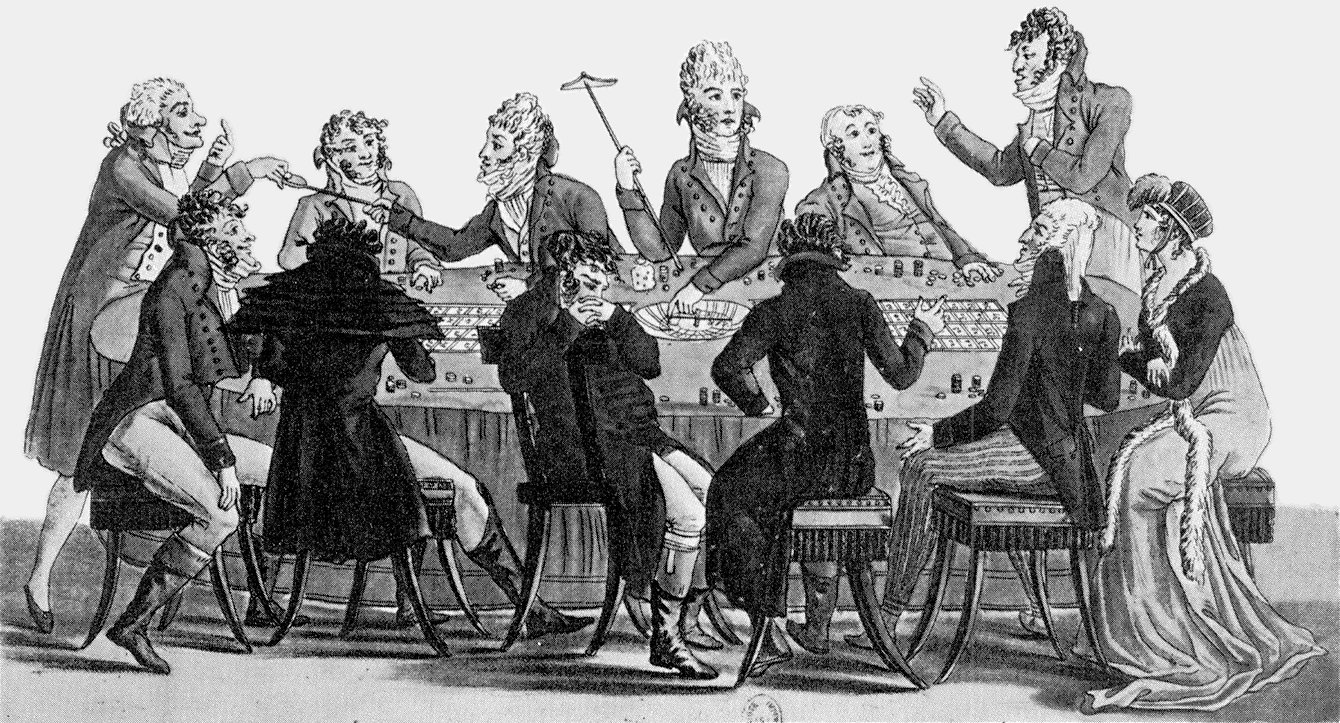
Roulette-Spiel um 1800

| - Dreidel - Münze werfen, zum Beispiel Kopf oder Zahl, Two-up - Würfel-Glücksspiele, zum Beispiel - Banca francesa - Barbudi - Chuck a Luck bzw. Mini Dice und Sic Bo - Craps bzw. Hazard - dreimal 6 – Das kniffelige Würfelspiel - Elf hoch - Espérance - Glocke und Hammer - Glückshaus - Kniffel - Lustige Sieben - Quinquenove - Shut the Box - Würfelpoker mit den Varianten Escalero, Liar Dice und Poker Dice - Würfel-Brettspiele, zum Beispiel - Backgammon (siehe oben) - Roulette mit den Varianten: - American Roulette, - Boule, - Petits chevaux, - Multicolore - Glücksrad - Sandown - Glücksspiele mit Domino-Steinen - Bukidomino - Pai Gow Domino | - Glücksspiele mit Spielsteinen - Mah-Jongg - Glücksspiele mit Karten, zum Beispiel - Baccara mit den Varianten Baccara banque, Chemin de fer und Punto Banco, sowie Macao - Bataille royale bzw. Casino War - Belle, Fluss und Einunddreißig - Black Jack bzw. Siebzehn und Vier - Écarté - Fan Tan als Kartenspiel - Häufeln - Hoggenheimer - Horse Race - Kameruner Skat - Mauscheln - Minoru - Monte Bank - Pharo mit seinen Varianten Faro bzw. Vorläufern Landsknecht, Stoß und Tempeln - Planetenspiel - Poker mit seinen Varianten Draw Poker, Five Card Stud und Seven Card Stud, Texas Hold’em und Omaha, Pai Gow Poker, weiters die Bankhalterspiele Tropical Stud und Easy Poker, sowie die Poker-Vorläufer Bouillotte (Brelan), Brag und Poch, und das verwandte Einundvierzig (Färbeln) - Polnische Bank - Red Dog - Rouge et noir bzw. Trente et quarante - Schlesische Lotterie - Schwimmen - Tippen - Tontine - Fan Tan als Bohnenspiel - Einarmige Banditen, Online-Spielautomaten und andere Geldspielautomaten - Lotteriespiele wie Bingo, Keno, Lotto und das gleichnamige Gesellschaftsspiel, Belle, Biribi (Cavagnole), Nummernlotterien und Endziffernlotterien wie die Weihnachtslotterie, die Glücksspirale, die Klassenlotterien, weiters Sweepstakes, Rubbellose - verschiedene Wetten, wie Sportwetten (beim Buchmacher oder am Totalisator, sowie die Calcutta-Auktion) |

## Typologisierung anhand sozialpsychologischer Faktoren
Obschon Glücksspiel (alea) anscheinend nicht vergleichbare Formen annehmen kann, etwa die wöchentliche Doppelkopfrunde im Freundeskreis, Pferdewetten im Hippodrom, Roulettespiel im Kasino und die räumlich ungebundene Lotterie, sind die Unterschiede nach Schütte vornehmlich durch soziologische Faktoren determiniert: Mode, Erreichbarkeit und Finanzierbarkeit. Eine generelle psychologische Differenzierung ist seines Erachtens nicht erforderlich. Die soziologischen und psychologischen Faktoren interagieren und sind bei der Kategorisierung gleichbedeutend. Das normale Glücksspiel kann Ausdruck verschiedener Faktoren sein und aufgrund dieser typologisiert werden.

### Sozioökonomische Faktoren
Das Glücksspiel kann in zwei separate Formen unterschieden werden: kostenintensives Glücksspiel mit sozialer Komponente und physischer Anwesenheit des Spielers, beispielsweise Pferdewetten, sowie anonymes preiswertes Glücksspiel wie Lotto.
Je höher der sozialökonomische und berufliche Status, desto größer die Neigung zur erstgenannten Form. Dabei isoliert Schütte als Faktoren die wahrgenommene Notwendigkeit, dem eigenen sozialen Standard gemäß zu leben und Gleichgestellten Großzügigkeit und Reichtum zu präsentieren, um so Prestige und Anerkennung zu mehren. Das Glücksspiel ist hier ein Werkzeug der Abgrenzung der besser situierten von den unteren Schichten, die sich das „Ticket zum Spiel“, also den hohen Einsatz, nicht leisten können. Dass es bei Pferdewetten nicht in erster Linie um Geldvermehrung geht, hat auch eine Studie von Chantal et al. bestätigt.
Das Zahlenlotto hingegen bietet insbesondere Personen in sozial niederen Schichten, die mit ihrem Alltag und gesellschaftlichen Status unzufrieden sind, die hoffnungsvolle Illusion, durch das Glücksspiel eine wirtschaftliche und soziale Mobilität erreichen zu können. Hier kommt dem Glücksspiel allein durch Teilnahme eine egalisierende (gleichmachende) Funktion zu. Diese Form des Spieles ist geprägt von sehr hohen potentiellen Gewinnen, da ein sozialer Aufstieg nur durch enorme Geldmittelzuflüsse realisierbar ist. Diesem steht ein geringer Einsatz gegenüber, denn typischerweise verfügt dieser Spielertypus über geringe Barmittel. Schließlich ist es Sinn des Spieles, diese zu erlangen.
Hoher Gewinn und geringer Einsatz gehen zwangsläufig auf Kosten der Gewinnwahrscheinlichkeit, vor der der Spieler die Augen verschließt. Das treffende Beispiel ist das Lotto (die Zahlenlotterie). Die Wahrscheinlichkeit, in der Variante „6 aus 49“ sechs Richtige zu wählen, liegt unter einem Zehnmillionstel – die Wahrscheinlichkeit, bei einem einzigen Versuch den Hauptgewinn mit sechs Richtigen und der richtigen Superzahl zu erzielen, liegt dementsprechend sogar nur bei 1: 139.838.160. Der typische Lottospieler unterliegt einer enormen Fehleinschätzung dieser Wahrscheinlichkeit.
Caillois sah 1960 im alea deutliche Anzeichen von Eskapismus: Im Spiel wird künstlich eine Gleichheit der Menschen hergestellt, die in der Realität nicht vorliegt. Die Realität wird durch perfekte Situationen ersetzt und zum Ziele der Flucht aus ihr umgestaltet. Schütte begründet den Spielhang der unteren Schichten in der Kompensation der psychischen und materiellen Deprivation, die den Menschen unbefriedigt lässt. Die tägliche Arbeit ist hier eine reine Pflicht, deren einziger Gewinn der Lohn ist. Mit diesem nun sucht der Arbeiter, die durch die Arbeit hervorgerufene Entfremdung im Privaten zu kompensieren. Das Glücksspiel suggeriert die Möglichkeit, sich von der Arbeit zu erholen, die Kontrolle über sein Leben zurückzuerlangen und Leistung und Erfolg gegen eine Konkurrenz durchzusetzen. Das Bedürfnis nach einer Demonstration von Selbstvertrauen, Entscheidungsfähigkeit und Unabhängigkeit bleibt in seiner Befriedigung dem Glücksspiel vorbehalten.

### Situative Faktoren
Durch Gruppendruck und Belohnung durch gesellschaftliche Anerkennung kann eine Person zum Spielen angehalten sein. Für das Wirksamwerden ist eine leichte Erreichbarkeit des Glücksspiels erforderlich, etwa der Kiosk, der Lottoscheine annimmt. Mittlerweile gewinnt das Internet an Bedeutung, wie sich an der aktuellen Diskussion über Lottoscheinannahme an der Supermarktkasse und private Vermittlerdienste im Internet ablesen lässt. Ferner begünstigt ein Unterangebot alternativer Beschäftigungen das Glücksspielverhalten.

### Lernfaktoren
Der Spieler entwickelt aus einer beobachteten Spielserie eine bestimmte Erwartungshaltung. Gewinnt er häufig, so glaubt er an eine Glückssträhne und nimmt an, dass diese weiterhin anhalten wird. Verliert er jedoch häufiger, so redet er sich ein, dass das erfahrene Pech in der Zukunft kompensiert werden wird, um die Balance wiederherzustellen. In beiden Fällen also erwartet er zukünftige Gewinne, aber in beiden Fällen bleiben die Wahrscheinlichkeiten für Gewinn und Verlust kurzfristig absolut unverändert.
Es muss ein Ungleichgewicht von Verlusten vorliegen, wobei die Gewinnhöhe irrelevant ist. Der Lernprozess ist theoretisch mithilfe von Verstärkerplänen abbildbar, die ihr Maximum an Effizienz bei diskontinuierlicher Quotenverstärkung erreichen.

### Faktoren der Wahrscheinlichkeitswahrnehmung
Der Mensch nimmt für gewöhnlich Wahrscheinlichkeiten verzerrt wahr. Wie die Prospect Theory beleuchtet, ist man Gewinnen gegenüber risikoavers und Verlusten gegenüber risikofreudig. Vergangene Ereignisse werden leicht in ihrem Repräsentationsgrad überschätzt. Wenn eine Person einen Lottogewinner kennt, der mit seinen Geburtstagszahlen gewonnen hat, so ist sie versucht, dies für eine probate Strategie zu halten. Im Gegenteil bietet es sich an, nicht die oft benutzte 19 (Anfang aller Geburtsjahre des 20. Jahrhunderts) und die Monatszahlen von 1 bis 12 zu tippen, denn wenn man mit ihnen gewinnt, muss die Gewinnsumme unter mehr Gewinnern aufgeteilt werden als bei seltener getippten Zahlen.
Durch das Aufteilen des Geldes in kleine Einheiten beim Automatenspiel oder symbolische Fiktionalisierung in Form von Chips in Spielbanken – das von Spielbanken eingesetzte Spielgeld ist als Zahlungsmittel ebenso unbrauchbar wie das von Kindern – wird der reale Wert des Geldes verschleiert und die Risikowahrnehmung abgeschwächt.
Rogers nennt eine weitere Verzerrung durch die falsche Annahme, dass die Wahrscheinlichkeit autokorrektiv wirkt, dass also über kurz oder lang alle Zahlenkombinationen gezogen werden und sich somit Beharrlichkeit sicher auszahlt, und dass alle Zahlen gleich häufig gezogen werden, dass also die Wahrscheinlichkeit bisher seltener Zahlen höher liegt als häufig gezogener. Der Spieler versteht hier das Faktum nicht, dass jede Ziehung unabhängig von allen vorigen Ziehungen geschieht. Bereits gezogene Kombinationen und Zahlen sind genauso wahrscheinlich wie noch nicht gezogene (sogenannter Spielerfehlschluss). Als vermeintlicher Beleg wird oft das Gesetz der großen Zahlen fälschlicherweise als ein Gesetz des Ausgleichs interpretiert. Auch die häufig vorzufindende Annahme, die Gewinnwahrscheinlichkeit steige, wenn ein Jackpot nicht geknackt wurde, ist bei vielen Jackpot-Systemen ein Trugschluss. Man spricht dabei vom rollover phenomenon.
Des Weiteren wird ein „Knapp-daneben-Phänomen“ (near miss-phenomenon) beobachtet, welches suggeriert, der Gewinn rücke stetig näher, wobei der Erstspieler in der Gegenwart die gleiche Gewinnwahrscheinlichkeit wie der Veteran hat. Nach Reid wirkt ein Nahezu-Treffer in Geschicklichkeitsspielen motivierend, da die notwendige Geschicklichkeit für einen Treffer nicht mehr fern scheint. Gepaart mit der Kontrollillusion führt dies dazu, dass auch bei Glücksspielen Nahezu-Treffer, beispielsweise eine Zahl neben der Kugel beim Roulette, den Spieler motivieren. Die Studie von Côté et al. bestätigt, dass Nahezu-Gewinne zu ausdauernderem Spielen und vermehrtem Geldeinsatz führen.

### Wahrnehmung von Geschicklichkeitsfaktoren
Eine tatsächliche oder vermeintliche Einflussnahme des Spielers auf die Gewinnchance erhöht den Reiz des Spieles und führt zu erhöhter Spielausdauer. Die Psychohygiene des Menschen richtet es ein, dass er Gewinne internal und Verluste external attribuiert. Dieser Kontrollillusion unterliegend überschätzt der Spieler die Gewinnwahrscheinlichkeit.
Bei Sportwetten, die augenscheinlich nicht vollkommen dem Zufall unterliegen, können die Spieler durch ihr Wissen die Wahrscheinlichkeiten besser einschätzen und ihre Gewinnchance somit erhöhen. Dennoch wird dies in den seltensten Fällen dazu führen, dass eine positive Gewinnerwartung vorhanden ist, da die Buchmachergebühren in aller Regel einen beträchtlichen Anteil der eigentlichen, mathematisch korrekten, Auszahlung ausmachen. Wenn dieses Faktum ausgeblendet wird, entsteht beim Spieler die Illusion, das Spiel schlagen zu können, obwohl dies nicht der Fall ist. Selbst die Möglichkeit, ein Los zu ziehen oder Lottozahlen anzukreuzen, reicht aus, eine Kontrollillusion zu erzeugen, obwohl dies jeder Logik widerspricht. Hier wird das Spiel falsch klassifiziert. Es wird für ein Geschicklichkeitsspiel gehalten, obwohl es sich um ein Glücksspiel handelt. Dies schlägt sich auch in Beobachtungen nieder, dass Würfelspieler mehr Geld auf eigene Würfe als auf die Fremder zu setzen bereit sind.
Es treten Rituale auf, die aus Sicht des Spielers die Gewinnwahrscheinlichkeit positiv beeinflussen, oder der Irrglaube, es gebe Menschen mit mehr oder weniger Glück. Griffiths konnte zeigen, dass hinsichtlich der Geschicklichkeitswahrnehmung deutliche Unterschiede bestehen. Während weniger als die Hälfte der Normalspieler glaubt, der Erfolg am Spielautomaten hänge hauptsächlich von der Geschicklichkeit ab, waren sämtliche exzessive Spieler dieser Meinung.
Jegliches Spiel kann durch ein Aufheben der Abgrenzung zur Realität korrumpiert werden. Der größte Feind des alea ist der Aberglaube. Die Versuchung ist groß, die Realität als Glücksspiel zu sehen und somit in einen passiven und resignativen Fatalismus und Determinismus abzurutschen. Ebenso kann der Aberglaube in die Welt des Spieles eindringen, indem Wahrsager den Ausgang des Spieles zu antizipieren suchen. In beiden Fällen wird der Spielgedanke zersetzt.

## Sucht
Spieler, die unfähig sind, dem Impuls zum Glücksspiel zu widerstehen, auch wenn dies gravierende Folgen im persönlichen, familiären oder beruflichen Umfeld nach sich zieht oder diese zumindest drohen, werden als pathologische Spieler bezeichnet. Laut Hayer, Meerkerk und Mheen repräsentieren insbesondere junge Männer eine Risikogruppe des pathologischen Glücksspiels. Die Erfassung von Spielercharakteristika und Entwicklungen des Spielverhaltens im Zusammenhang mit den Frühstadien und Suchtprogressionen sind bedeutsam für die Entwicklung von Präventions- und Behandlungsmaßnahmen:
„[…], problem gambling has emerged as the primary issue raised by gambling liberalisation. In this way, the pathological gambler, rather than the process of gambling liberalisation, has been constructed and mobilised as the object of policy and intervention.“
Die Bezifferung der Höhe der Kosten durch die Spielsucht ist unter Wissenschaftlern umstritten. Eine Studie der Forschungsstelle Glücksspiel schätzt die jährlichen Sozialkosten pathologischer Spieler in Deutschland auf 300 bis 600 Millionen Euro (im Vergleich zu 20 bis 50 Mrd. Euro beim Tabakkonsum und 20 bis 30 Mrd. Euro beim Alkoholkonsum), wobei der durch gewerblich betriebene Spielautomaten verursachte Anteil mit 225 Millionen Euro beziffert wird. Auf dieser Basis kommt eine von der Spielautomatenwirtschaft finanzierte und in Auftrag gegebene Analyse vom Forschungsinstitut für Glücksspiel und Wetten zum Schluss, dass obgleich es sich bei der Spielsucht um eine ernstzunehmende Krankheit handelt, die volkswirtschaftlichen Auswirkungen bei Heranziehen einer Kosten-Nutzen-Analyse weit unter jenen Wohlfahrtskosten liegen, welche durch Alkohol- und Tabakmissbrauch entstehen, durch die jährliche Sozialkosten von 40 Milliarden Euro entstünden. Speziell für den Bereich der gewerblich betriebenen Spielautomaten werden in der Analyse jährliche Sozialkosten von 225 bis 300 Millionen Euro volkswirtschaftlichen Nutzen (Einnahmen) von 1,37 Milliarden Euro gegenübergestellt.
Besonders suchtgefährdend sind laut der Bundeszentrale für gesundheitliche Aufklärung Sportwetten im Internet und Glücksspiel-Automaten. Nach einer Untersuchung der Universitäten Greifswald und Lübeck sind rund 193.000 Menschen in Deutschland krankhaft spielsüchtig. Für die Zusammenfassung weiterer Untersuchungsergebnisse siehe auch Pathologisches Spielen. Das Forschungsinstitut für Glücksspiel und Wetten kommt in einem wissenschaftlichen Kurzgutachten zum Schluss, dass bei der Bewertung der Suchtpotentiale anhand absoluter Zahlen zum pathologischen Spieleverhalten nicht auf das Gefährdungspotential von Spielformen geschlossen werden kann. Anhand einer Bewertung, die neben der Zahl der pathologischen Spieler ebenfalls die Intensität des jeweiligen Spiels und die Bruttospielerträge mit einbezieht (Pathologie-Potenzial-Koeffizient), kommt das Gutachten zu dem Ergebnis, dass die pathologischen Suchtpotentiale dieser Spielformen eventuell verzerrt dargestellt werden. Eine Untersuchung des Glücksspielverbots in Wien zeigt, dass sich durch das Verbot des sogenannten „Kleinen Glücksspiels“ Spielsüchtige den expandierenden illegalen Spielanbietern zuwenden.

## Illegales Glücksspiel und organisierte Kriminalität
Unter anderem wegen der Suchtgefahr gilt Glücksspiel in vielen Gesellschaften als unmoralisch. Ungeregeltes Glücksspiel ist in den meisten Staaten illegal und wird oft von der organisierten Kriminalität betrieben; legales Glücksspiel unterliegt meist diversen Einschränkungen. Ein Beispiel hierfür ist die in Glücksspiel und Drogenhandel verstrickte XY-Bande in Brandenburg.

## Glücksspiele in verschiedenen Ländern

### Deutschland

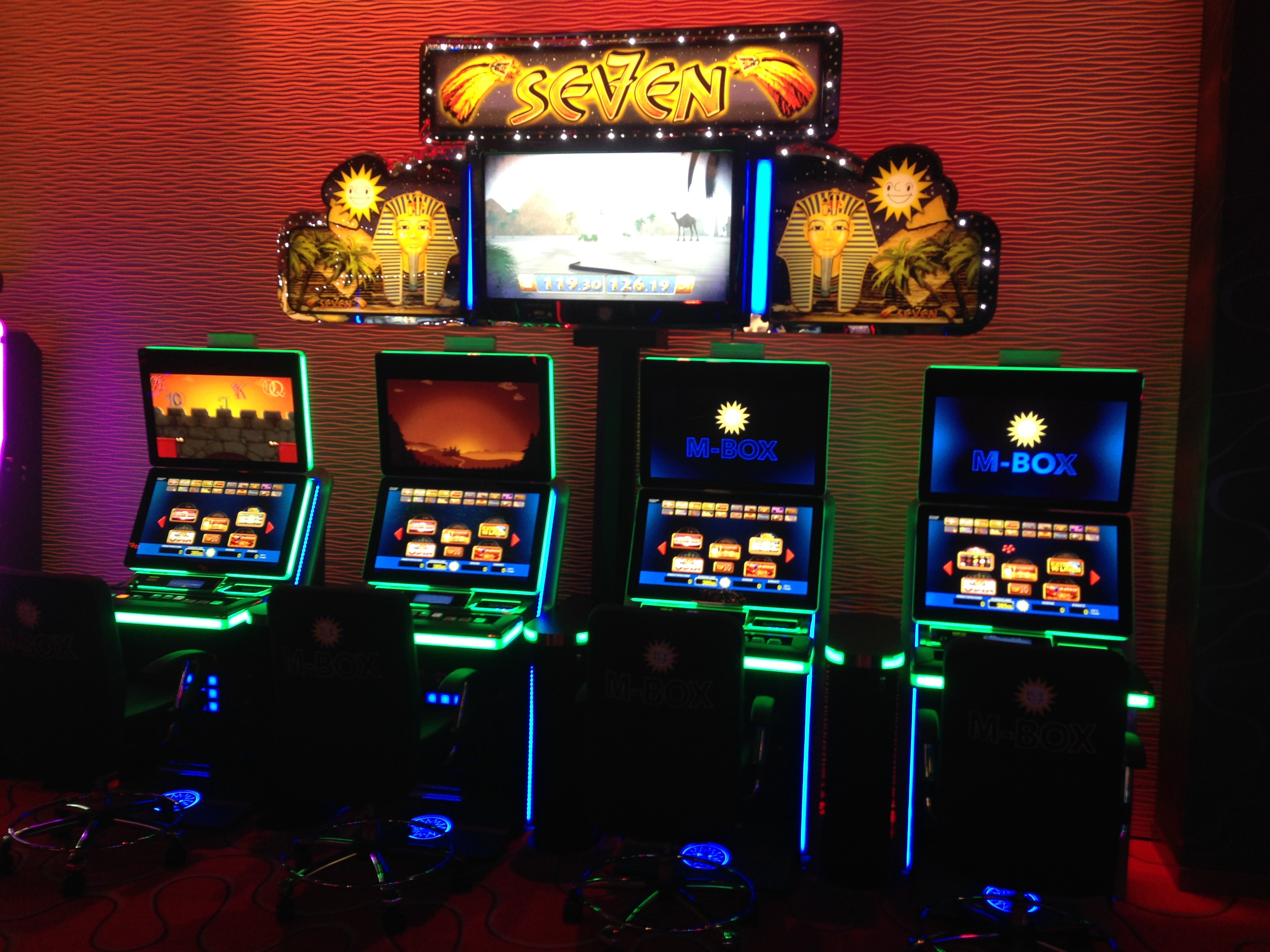
Spielautomaten in der Spielbank Magdeburg (2016)

Logo der Aktion Mensch

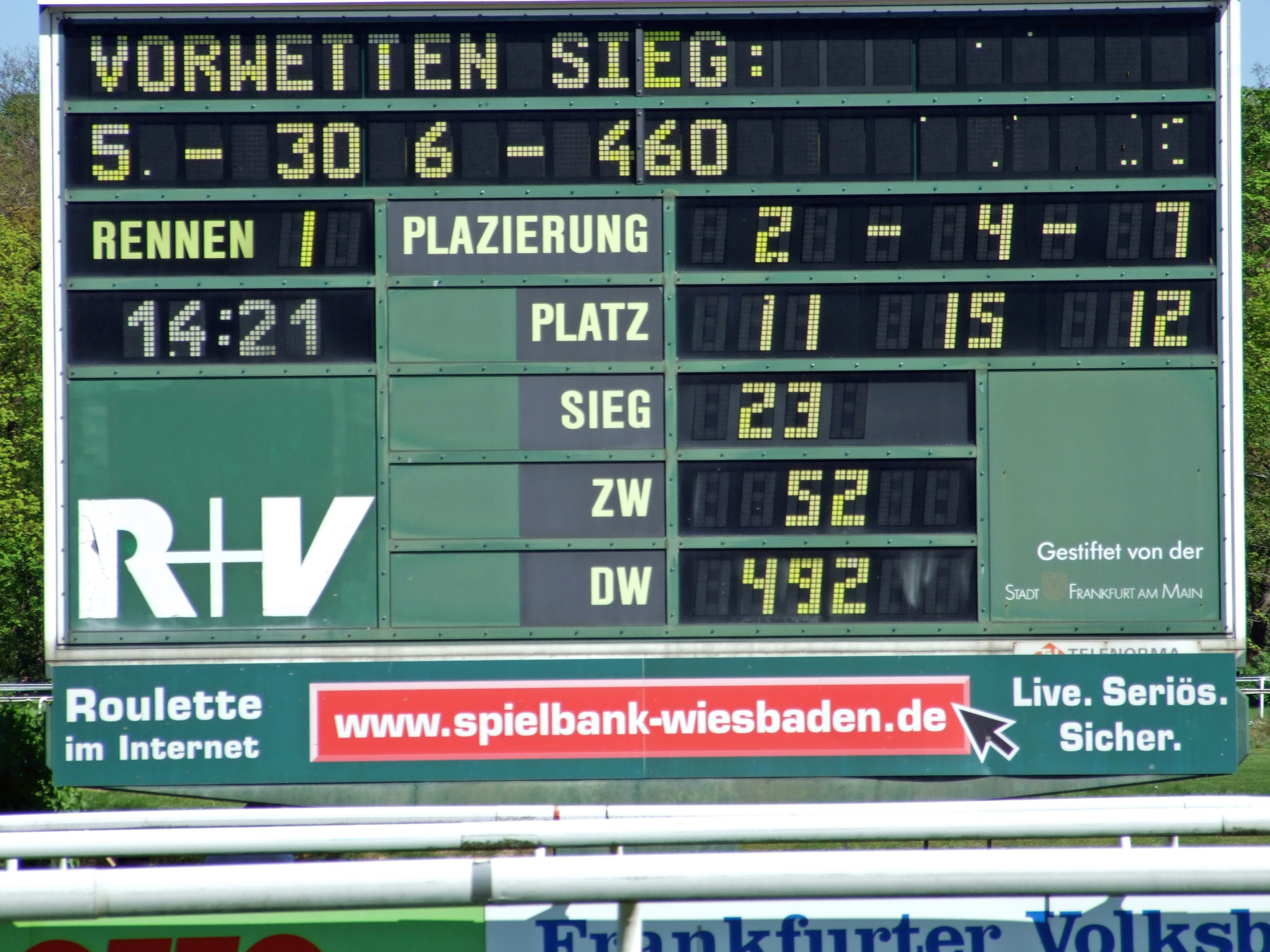
Anzeigetafel auf der Galopprennbahn Frankfurt

Klassische Glücksspiele und Spielautomaten werden in Spielbanken angeboten. Spielautomaten, deren Einsatz- und Gewinnmöglichkeiten begrenzt sind, dürfen auch in Spielhallen und Gaststätten betrieben werden. Lotto und Rubbellose werden über Annahme- und Verkaufsstellen angeboten, bei denen es sich meist um Zeitschriften- und Tabakläden handelt. Ferner angeboten werden Lotterien, insbesondere zu wohltätigen Zwecken wie Aktion Mensch. Während es auf Grundlage des 1922 in Kraft getretenen Rennwett- und Lotteriegesetzes über hundert Buchmacher gibt, sind die Angebote von Sportwetten, wie sie in Sportwettlokalen und über das Internet abgeschlossen werden können, relativ neu. Online-Casinos durften bis 30. Juni 2021 nur in Schleswig-Holstein betrieben werden. Eine Legalisierung unter strengen Auflagen ist mit dem Glücksspielstaatsvertrag 2021 erfolgt. Auch die Beteiligung am unerlaubten Glücksspiel ist strafbar (§ 285 StGB).
Nach einer 2015 von der Bundeszentrale für gesundheitliche Aufklärung (BZgA) durchgeführten Studie beteiligten sich 37,3 % der Deutschen an Glücksspielen. Bei den Männern fällt die Teilnahme mit 43,3 % höher aus als bei den Frauen mit 31,3 %. 2015 betrug der Bruttospielertrag, d. h. die Summe der getätigten Einsätze abzüglich der ausgeschütteten Gewinne, ca. 10,4 Milliarden Euro pro Jahr für gesetzlich in Deutschland regulierte Spielangebote und weitere 2,3 Milliarden Euro für unregulierte Spielangebote (illegale wie grenzüberschreitende Online-Angebote). Dies entspricht gegenüber dem Vorjahr einer Steigerung von 8 % in Bezug auf alle Spielangebote, wobei allerdings der unregulierte Anteil einen Zuwachs von 30 % verzeichnete.
Für Glücksspiele und Wetten sind die Bundesländer zuständig. 2016 betrugen die Einnahmen aus Lotto und Lotterien 3,6 Milliarden Euro. Zur Regulierung des Glücksspielmarktes schließen die Bundesländer einen Glücksspielstaatsvertrag, der nach entsprechenden Gerichtsurteilen bisher mehrmals novelliert wurde. Darin geregelt sind Lotto, Lotterien, Sportwetten, Spielbanken sowie die Aufstellung von Geldspielgeräten in Spielhallen, nicht aber die Anforderungen an die Geldspielgeräte. Deren Eigenschaften werden durch die Spielverordnung sowie durch die Gewerbeordnung geregelt. Es stehen etwa 220.000 Geldspielgeräte in rund 9100 deutschen Spielhallen und 77.000 Geräte in Gaststätten. Die Gauselmann-Gruppe als größter Spielautomaten-Hersteller in Deutschland machte 2016 einen Gesamtumsatz von rund 1,7 Milliarden Euro.

### Österreich
Nach der Einführung restriktiver Gesetze für verschiedene Arten von Glücksspiel wurde im Jahr 2016 von Polizei und Behörden auch strenger gegen illegal betriebene Glücksspielautomaten vorgegangen. In den ersten vier Monaten des Jahres 2016 wurden 860 Glücksspielautomaten (davon 375 in Oberösterreich und 110 in Wien) vom Staat eingezogen, um sie nach Abwicklung der Verfahren im Erfolgsfall zu vernichten. Durch die stärkere Reglementierung insbesondere bei Glücksspielautomaten kam es zu einer Umsatzverlagerung hin zu Sportwetten und Online-Casinos bei gleichzeitigem Gewinnrückgang der Spielbanken und klassischen Anbieter. Im Jahr 2016 stiegen die Spiel- und Wetteinsätze um 9,9 % gegenüber dem Vorjahr auf 17,9 Milliarden Euro.
Besondere Aufmerksamkeit erlangte der Spruch des EuGH C-347/09 (Rs Dickinger und Ömer), wonach nationale Glücksspielmonopole zulässig seien und nicht gegen die Dienstleistungsfreiheit der Europäischen Union verstießen. Viele Anbieter betrieben ihr Online-Glücksspiel in Österreich somit illegal, da sie über eine nationale Konzession nach dem österreichischen Glücksspielgesetz hätten verfügen müssen.

### Schweiz
Eine Studie im Auftrag der Eidgenössischen Spielbankenkommission und des Bundesamtes für Justiz aus dem Jahr 2004 hat ergeben, dass 21,2 % der Schweizer Bevölkerung über 18 Jahren häufig an Glücksspielen teilnehmen. Dabei spielen Bewohner der französischen und italienischen Schweiz tendenziell häufiger als Bewohner der deutschsprachigen Schweiz. Der Großteil der Spieler, nämlich ungefähr 20,6 %, spielt Lottoangebote wie Zahlenlotto, Toto, Sportlotto oder ähnliche Spiele. 7 % der Schweizer nutzen ausländische Lotterien.

### USA

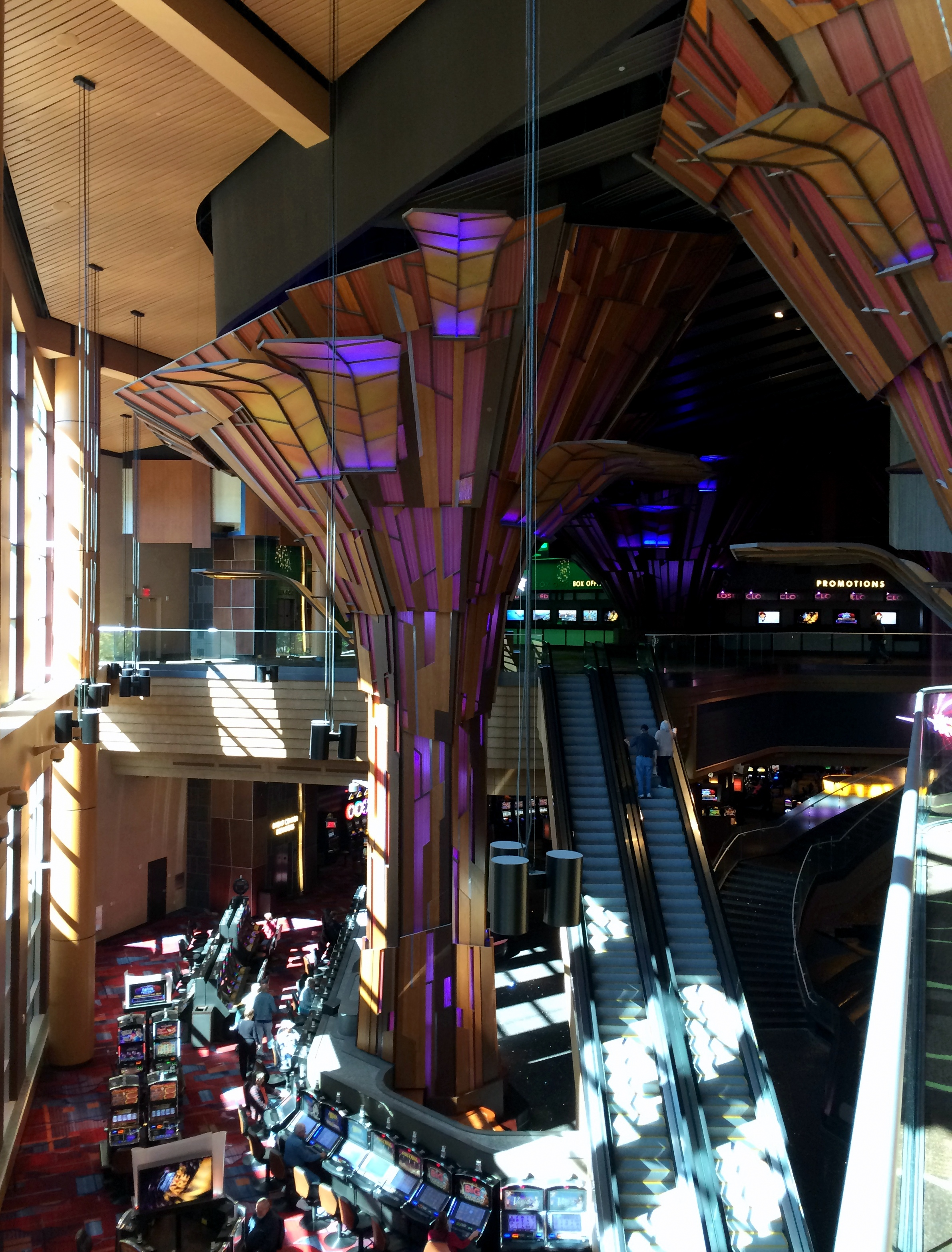
Harrah’s Cherokee Casino

Die Zuständigkeit für Glücksspiele liegt bei den Bundesstaaten, die meist sogenannte „Gaming Control Boards“ (Glücksspielkontrollbehörden) haben, welche die Einhaltung der jeweiligen Regularien sicherstellen. Eine Besonderheit in den USA ist das „Indian Gambling“ (Indianer-Glücksspiel), welches Indianerstämmen unabhängig von den Gesetzen der Bundesstaaten erlaubt, Casinos in Indianerreservaten zu betreiben. Mit „Indian Gambling“ wurden 2012 26,5 Milliarden Dollar umgesetzt. Insgesamt setzten Casinos in diesem Jahr rund 57,5 Milliarden Dollar um.
Lotterien werden in den USA ebenfalls von den Bundesstaaten ausgerichtet. In 44 der 50 Staaten sowie im District of Columbia, in Puerto Rico und auf den Amerikanischen Jungferninseln gibt es Lotterien. 2011 betrugen die Lotterieeinnahmen der Bundesstaaten die Lotterien betreiben insgesamt 17,9 Milliarden Dollar.

## Glücksspiel am Computer und im Internet
In den letzten Jahren setzte man sich vermehrt mit unterschwelligen Glücksspielelementen in Online-Computerspielen medial und politisch auseinander, da viele Computerspiele im Internet mittlerweile Glücksspielemente als Geschäftsmodell nutzen. Dennoch bleiben noch rechtliche Fragen offen.